# Jay Edidin
Jay Edidin es un historietista, editor, periodista y podcaster estadounidense. Actualmente se desempeña como copresentador del podcast estadounidense Jay and Miles X-Plain the X-Men.

## Carrera
Jay Edidin trabajó durante siete años como editor para la editorial estadounidense Dark Horse hasta su marcha en 2013, cuando dejó la compañía para centrarse en sus propios proyectos independientes. En 2014 lanzó junto con su entonces marido el podcast Jay and Miles X-Plain The X-Men, sobre la historia real y ficticia de los X-Men, un equipo de superhéroes de la editorial Marvel Comics.
2019 vio la publicación de su primer audiolibro, Marvel’s Thor: Metal Gods, que escribió en colaboración con Aaron Stewart-Ahn, Brian Keeney y Yoon Ha Lee. En 2020 publicó junto con la editorial Marvel Comics el título X-Men: Marvel Snapshots, una historia centrada en los orígenes e historia del superhéroe Cíclope, líder de los X-Men. En 2021 se desempeñó como autor del webcómic Captain America Infinity Comic.
A lo largo de su carrera ha trabajado como autor para editoriales como Dark Horse y Marvel Comics, y ha publicado artículos en revistas nacionales como Wired y Syfy WIRE.

## Obras
- Love is Love (IDW Publishing, antología, 2016)
- Marvel’s Thor: Metal Gods (Marvel Comics, 2019)
- X-Men: Marvel Snapshots (Marvel Comics, 2020)
- Captain America Infinity Comic #1-4 (Marvel Comics, 2021)
- Marvel's Voices: X-Men (Marvel Comics, antología, 2023)

## Podcasts
- Jay & Miles X-Plain the X-Men (2014-Actualidad)
- Hello from the Magic Tabern (2017, invitado)
- Cerebro with Connor Goldsmith (2020, invitado)